# Баранелло
Баранелло (італ. Baranello) — муніципалітет в Італії, у регіоні Молізе,  провінція Кампобассо.
Баранелло розташоване на відстані близько 180 км на схід від Рима, 11 км на захід від Кампобассо.
Населення — 2687 осіб (2014).

## Демографія
Населення за роками:

Станом на 1 січня 2023 року в муніципалітеті офіційно проживало 50 іноземців з 13 країн, серед них 9 громадян країн Євросоюзу та 6 громадян України.

## Сусідні муніципалітети
- Буссо
- Колле-д'Анкізе
- Спінете
- Вінк'ятуро